# Forze secessioniste del Donbass
Le Forze secessioniste del Donbass (in russo Сепаратистские силы на Донбассе?, Separatistskie sily na Donbasse) erano unità militari di milizia e volontari armati create nelle regioni separatiste ucraine del Donbass: la Repubblica Popolare di Doneck e la Repubblica Popolare di Lugansk, tramite il supporto militare dalla Russia. Dopo la contestata annessione alla Russia, alla fine del 2022 sono state formalmente integrate nell'8ª Armata delle guardie, da cui alcune fonti ne riportavano il controllo già dal 2017. Nel 2024 sono state riorganizzate nella 3ª e 51ª Armata combinata. Le componenti principali erano la Milizia Popolare di Doneck e la Milizia Popolare di Lugansk, che hanno combattuto le Forze armate ucraine durante la guerra del Donbass. Sono state designate come organizzazioni terroristiche dal governo ucraino.
Le milizie del Donbass si sono distinte nella guerra su larga scala iniziata nel 2022, partecipando soprattutto con un ruolo importante alla battaglia di Mariupol' e alla battaglia di Avdiïvka.

## Storia

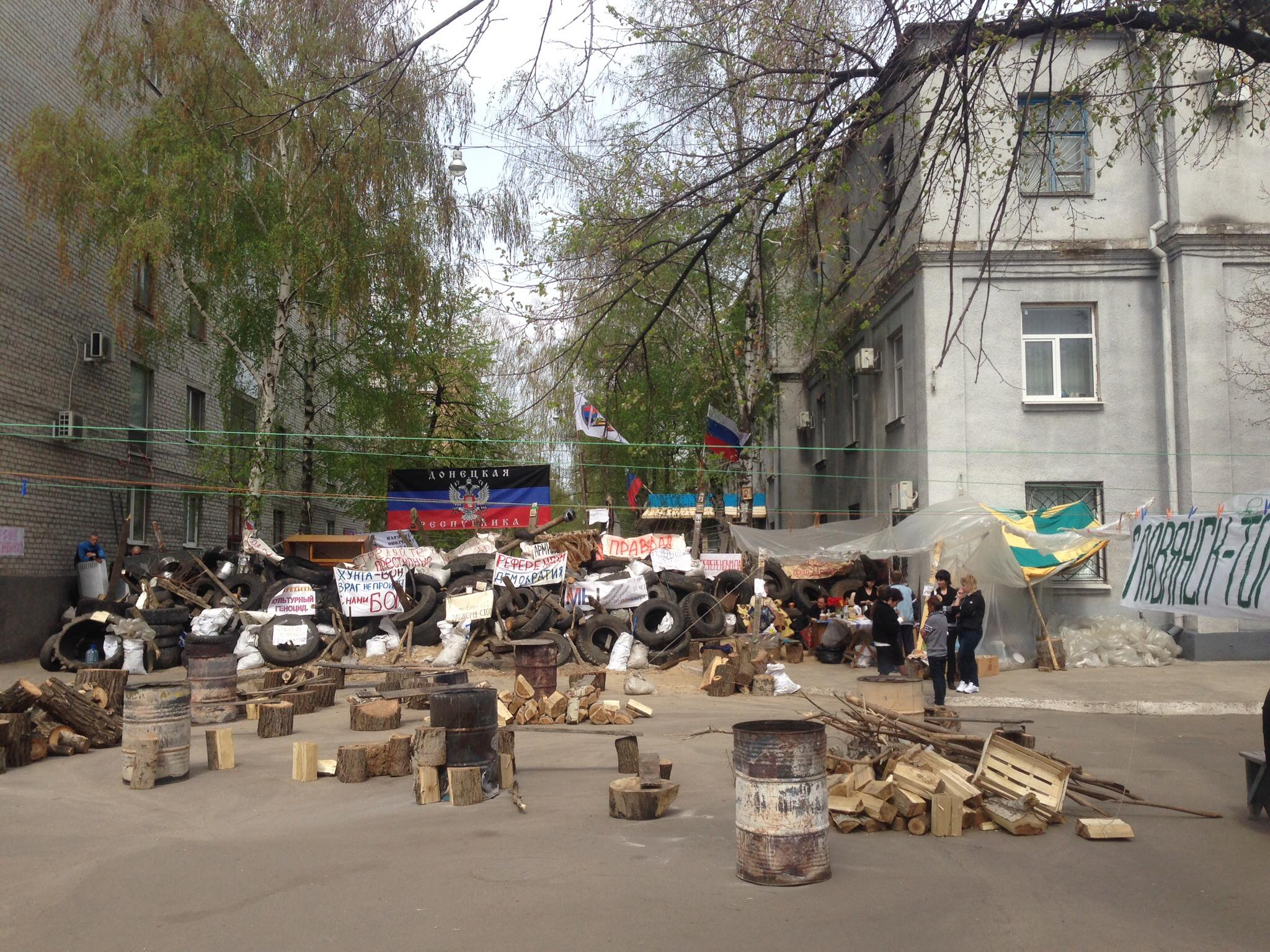
Barricata della Milizia Popolare del Donbass a Slov'jans'k, aprile 2014

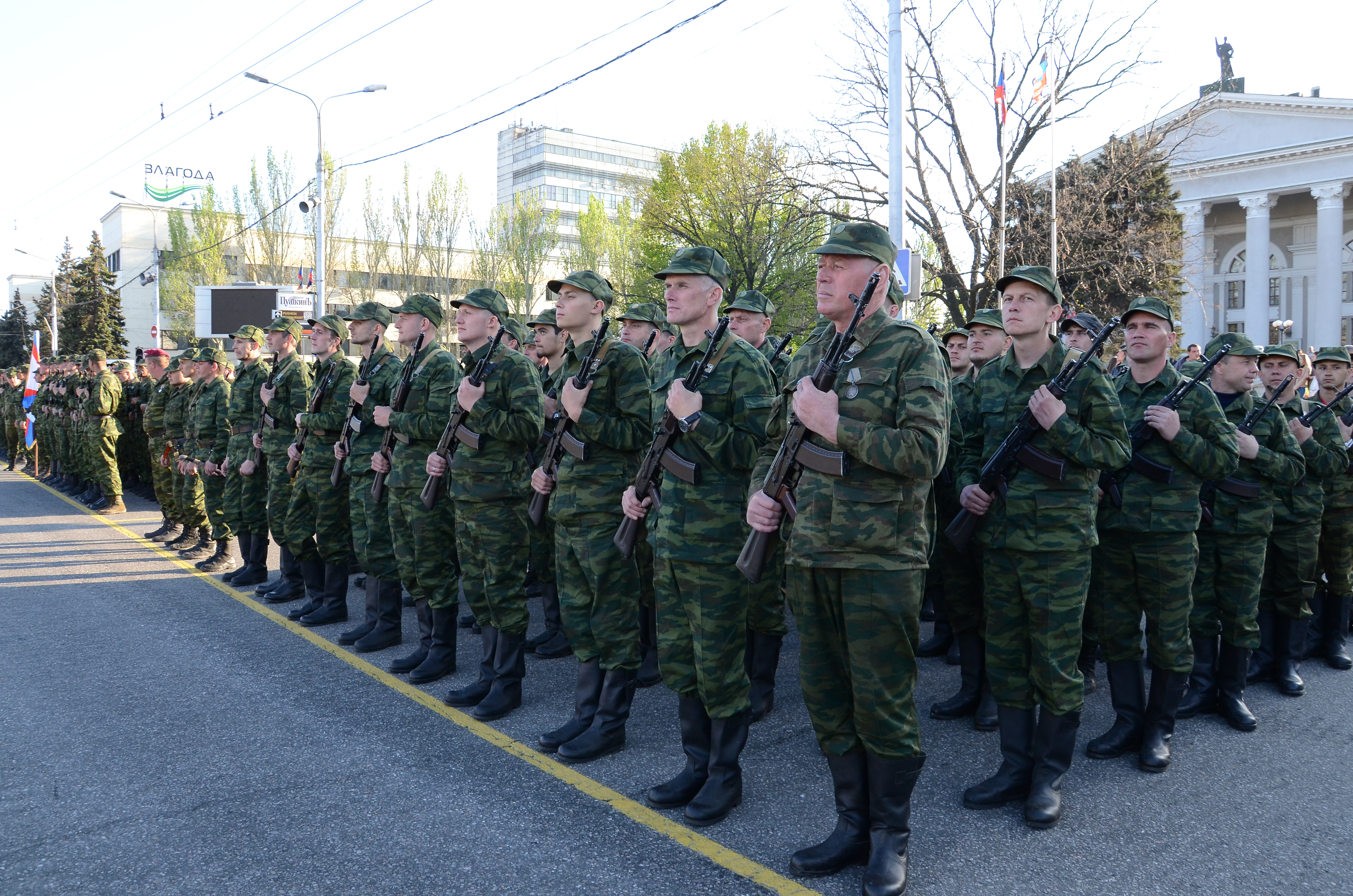
Truppe della Repubblica Popolare di Doneck a Donec'k durante le prove per la parata del Giornata della Vittoria 2015

Il 3 marzo 2014, durante le proteste filorusse in Ucraina del 2014, gruppi di manifestanti presero il controllo dell'edificio dell'amministrazione regionale dell'oblast' di Donec'k. Fra questi erano presenti membri di un gruppo armato appena fondato da Pavel Gubarev, la Milizia popolare del Donbass (in russo Народное ополчение Донбасса?, Narodnoe opolčenie Donbassa). A partire dalla metà di marzo il Servizio di sicurezza dell'Ucraina iniziò ad arrestare i leader della milizia. Il 6 aprile migliaia di manifestanti filorussi protestarono contro il nuovo governo davanti agli edifici amministrativi di diverse città dell'Ucraina orientale, assaltando uffici governativi a Charkiv, Luhans'k, Kramators'k e Slov"jans'k, richiedendo un referendum come quello tenutosi in Crimea. Il 12 aprile membri della Milizia popolare del Donbass crearono posti di blocco e barricate per le strade di Slov"jans'k, e diversi membri delle unità Berkut di Donec'k si unirono ai ranghi della milizia. Nell'oblast' di Luhans'k si formò la milizia che sarebbe diventata la principale forza armata della Repubblica Popolare di Lugansk, il cosiddetto Esercito del Sud-est (in russo Армия Юго-Востока?, Armija Jugo-Vostoka).
Il 13 aprile il governo ucraino appena insediatosi lanciò un ultimatum alle forze separatiste, chiedendo di disarmarsi o di fronteggiare una "campagna anti-terrorismo su vasta scala" nell'intera regione. Già il giorno stesso si registrarono i primi scontri tra la milizia e l'esercito regolare ucraino, con caduti da ambo le parti. Il 15 aprile venne lanciata una vera e propria Operazione Anti-Terrorismo (ATO) per riportare il controllo nelle aree occupate dai miliziani.

### Guerra del Donbass

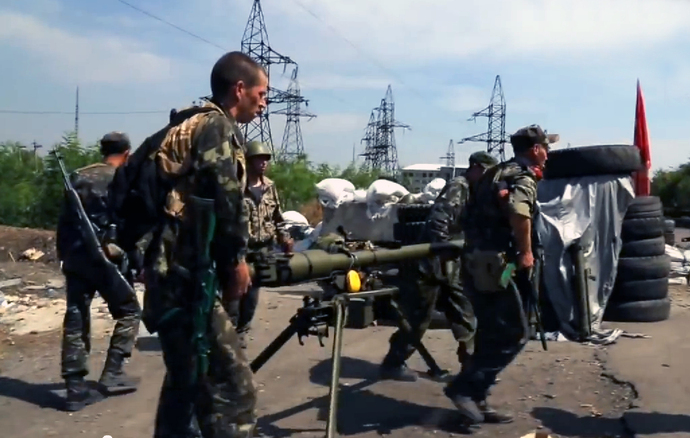
Miliziani della Milizia Popolare del Donbass a Ilovajs'k, agosto 2014

Nei giorni successivi la Milizia popolare del Donbass ottenne diversi mezzi militari pesanti, come i veicoli da combattimento della fanteria BMD-1 da parte di elementi della 25ª Brigata aviotrasportata che avevano cambiato schieramento, e mortai semoventi 2S9 Nona-S. Nel mese di maggio i miliziani continuarono a sequestrare equipaggiamento e mezzi dalle città di Sjevjerodonec'k e Lysyčans'k. Entro luglio 2014 il numero stimato delle forze separatiste si attestava fra i 10.000 e i 20.000 uomini.
La Milizia popolare del Donbass è stata ritenuta responsabile dell'abbattimento del volo Malaysia Airlines 17, avvenuta il 17 luglio 2014.
Il 16 settembre 2014 la Milizia popolare del Donbass (RPD) e l'Armata del Sud-Est (RPL) si sono fuse a formare le Forze armate unite della Nuova Russia, con il tenente generale Ivan Korsun come comandante in capo. Il 2 febbraio 2015 il presidente della RPD Aleksandr Zacharčenko ha dichiarato la mobilitazione generale di 10.000 nuovi volontari, mirando a espandere le Forze armate fino a 100.000 unità. Nel marzo 2015 il numero stimato di soldati delle repubbliche separatiste era di circa 30.000.
Il 20 maggio 2015 lo Stato federale della Nuova Russia ha annunciato la fine del progetto confederale, ma le Forze armate sono state mantenute come servizio militare congiunto della RPD e della RPL. Il governo ucraino a maggio 2015 sosteneva che fra i circa 42.500 combattenti nelle forze separatiste ci fossero anche 9.000 militari russi.

### L'invasione russa dell'Ucraina
Con l'inizio il 24 febbraio 2022 dell'invasione generale dell'Ucraina da parte dell'esercito russo, la guerra nel Donbass è ripresa con grande intensità con la partecipazione delle forze regolari russe a fianco delle brigate dei miliziani del Donec'k e del Lugansk, rinforzate da misure di mobilitazione generale decretate dalle autorità politiche delle due repubbliche separatiste.
I miliziani, pur sommariamente equipaggiati e armati, hanno partecipato in prima linea alle operazioni e hanno dimostrato combattività e resistenza. I reparti del Donec'k in particolare hanno partecipato alla manovra di accerchiamento di Mariupol' e alla successiva lunga e violentissima battaglia, contribuendo in modo rilevante alla vittoria finale dei russi a maggio 2022, pur subendo forti perdite nei prolungati combattimenti contro le agguerrite forze ucraine. Le unità di miliziani reclutate nel Lugansk invece hanno preso parte soprattutto alla liberazione della quasi totalità del territorio rivendicato dalla repubblica separatista, combattendo a Sjevjerodonec'k e Lysyčans'k nell'estate 2022.
I miliziani alla fine del 2022 sono stati organicamente inseriti nell'esercito russo, inquadrati nel 1º Corpo d'armata del Donec'k e nel 2º Corpo d'armata del Lugansk, a loro volta dipendenti dall'8ª Armata delle guardie; nel 2023 hanno combattuto prevalentemente nel settore di Donec'k impegnati in una logorante guerra di posizione nelle trincee sotto continui bombardamenti. Alla fine del 2023 e nei primi mesi del 2024 invece le brigate di miliziani del Donec'k hanno partecipato con un ruolo di primo piano all'importante battaglia di Avdiïvka, dove si sono distinte ottenendo alcuni successi e continuando, dopo la caduta della città il 17 febbraio 2024, ad avanzare e combattere verso ovest.

## Struttura
Le Forze separatiste consistevano di diversi gruppi armati direttamente subordinati ai governi delle repubbliche popolari di Doneck e Lugansk. Erano presenti anche alcune formazioni autonome, ma si sono unite al comando militare ufficiale o sono state sciolte. Sono divise principalmente in due grandi unità: il 1º Corpo d'armata (Milizia Popolare di Doneck) e il 2º Corpo d'armata (Milizia Popolare di Lugansk), i quali controllano i reparti subordinati. A partire dal dicembre 2022 i due corpi d'armata sono stati integrati nelle forze terrestri russe, venendo assegnati alle dipendenze dell'8ª Armata combinata delle guardie. Nell'estate del 2024 hanno subito un'ulteriore riorganizzazione: il 1º Corpo d'armata è diventato la 51ª Armata combinata, e il 2º Corpo d'armata delle guardie la 3ª Armata combinata delle guardie.

### Repubblica Popolare di Doneck
Milizia Popolare di Doneck o 1º Corpo d'armata
- 1ª Brigata fucilieri motorizzata delle guardie "Slavjansk"
- 5ª Brigata fucilieri motorizzata "Doneck-A. V. Zacharčenko" (ex 5º Battaglione "Oplot")
- 9ª Brigata fucilieri motorizzata delle guardie "Mariupol-Khingan" (ex 9º Reggimento fanteria di marina)
- 110ª Brigata fucilieri motorizzata delle guardie (ex 100ª Brigata "Guardia Repubblicana")
  -  15º Battaglione "Pjatnaška"
- 114ª Brigata fucilieri motorizzata delle guardie "Enakievo-Danubio" (ex 11º Battaglione "Vostok")
- 132ª Brigata fucilieri motorizzata delle guardie "Gorlovka" (ex 3ª Brigata "Berkut")
- 14ª Brigata artiglieria delle guardie "Kal'mius"
- 10º Battaglione corazzato delle guardie (ex 2º Battaglione "Diesel")
- 13º Battaglione fucilieri motorizzato d'assalto delle guardie "Somalia-M. S. Tolstych"
- 80º Battaglione da ricognizione delle guardie "Sparta-Colonnello A. S. Pavlov"
- Altre unità di supporto
- Difesa territoriale
  - 1º Battaglione di difesa territoriale
  -  2º Battaglione di difesa territoriale "Divisione Minatori"
  - 3º Battaglione di difesa territoriale
  - 4º Battaglione di difesa territoriale
  - 5º Battaglione di difesa territoriale
  - 6º Battaglione di difesa territoriale

### Repubblica Popolare di Lugansk
Milizia Popolare di Lugansk o 2º Corpo d'armata
- 4 ª Brigata fucilieri motorizzata
- 6ª Brigata fucilieri motorizzata delle guardie "Lysyčans'k-M. I. Platov" (ex 6º Reggimento cosacco)
- 7ª Brigata fucilieri motorizzata delle guardie "Čystjakove"
- 123ª Brigata fucilieri motorizzata delle guardie "Eroe dell'Unione Sovietica Kliment Vorošilov" (ex 2ª Brigata)
- 10ª Brigata artiglieria
- 4º Battaglione corazzato "Principe Aleksandr Nevskij" (ex Battaglione "Agosto")
- Altre unità di supporto
- Difesa territoriale
  - 11º Battaglione di difesa territoriale "Ataman"
  - 12º Battaglione di difesa territoriale "Rim"
  - 13º Battaglione di difesa territoriale "Kul'kin"
  -  14º Battaglione di difesa territoriale "Prizrak"
  - 15º Battaglione di difesa territoriale "URSS"
  -  16º Battaglione di difesa territoriale "Lešij"
  - 17º Battaglione di difesa territoriale "Bol'šoj"
  - 18º Battaglione di difesa territoriale "Pochodnyj"

### Gruppi indipendenti
- Cosacchi del Don
- Unità Nazionale Russa
- Legione Imperiale

### Unità disciolte o assorbite
- Esercito Ortodosso Russo
- Alba Ortodossa
- Legione "Santo Stefano"
- Distaccamento "Jovan Šević"
- Brigata internazionale "Carlos Palomino"
- Guardia nazionale cosacca
- Battaglione "Zarja"
  - Interbrigate
- Battaglione "Nuova Russia" 
  - 1ª Compagnia speciale
- Battaglione per scopi speciali "Čečen"
- Battaglione "Mirazh"
- Battaglione "Patriot"
- Battaglione "Steppa"
- Battaglione "Varjag"
- Gruppo di reazione rapida "Batman"
  -  DŠRG Rusič
  -  DŠRG Ratibor
- Brigata "Odessa"
- Battaglione "Voshod"
- Distaccamento volontario Comunista
- Interunit
- Unità Continentale
- Battaglione "Vitjaz"
- Compagnia "Lupi del Terek"

## Equipaggiamento
Secondo le analisi di Armament Research Services (ARES) le forze armate separatiste utilizzano principalmente equipaggiamento che era disponibile a livello nazionale prima della crisi ucraina. Tuttavia, sono stati visti reparti con armi che non erano mai state presenti in Ucraina, inclusi alcuni degli ultimi modelli di equipaggiamento militare russo, mai esportati al di fuori della Russia. Tale equipaggiamento esclusivamente russo include versioni modificate del carro armato T-72 (nello specifico T-72B3 e T-72BA visti distrutti in Ucraina), veicoli da combattimento BTR-82AM (adottati in Russia nel 2013), sistemi antiaerei Pantsir-S1, veicoli da trasporto GAZ Vodnik, versioni russe del MT-LB, lanciafiamme MRO-A, missili anticarro Kornet, fucili anti-materiale AVSK, fucili di precisione VSS Vintorez ed altri ancora.
I rappresentanti della Repubblica Popolare di Doneck e della Federazione Russa negano queste ricostruzioni, sostenendo che tutto l'equipaggiamento utilizzato è stato sottratto all'esercito ucraino. Nell'agosto 2014 il ministro della difesa dell'Ucraina Valerij Heletej ha affermato che la prova del sostegno russo ai separatisti del Donbass erano proprio le molte armi utilizzate, mai prodotte o acquistate dalle Forze armate ucraine.

## Comandanti

### Repubblica Popolare di Doneck
- Denis Pušilin (capo di Stato)
- Aleksandr Zacharčenko †
- Vladimir "Zar" Kononov
- Eduard Basurin
- Denis Sinenkov
- Timur "Bajkot" Kurilkin
- Aleksandr Borodaj
- Pavel Gubarev[10]
- Igor' "Strelkov" Girkin[55]
- Sergej "Romashka" Žhurikov †
- Aleksandr Chodakovskij
- Igor' "Bes" Bezler
- Arsen "Motorola" Pavlov †
- Artëm Žoga
- Vladimir Žoga †
- Michail "Givi" Tolstych[56] †

### Repubblica Popolare di Lugansk
- Leonid Pasečnik (capo di Stato)
- Igor' Plotnickij
- Valerij Bolotov †
- Nikolaj Kozicyn
- Jan Leščenko
- Alekseij Markov †
- Jurij Ševčenko
- Pavel Drëmov[57] †
- Aleksej Mozgovoj †
- Aleksandr Bednov[58] †
- Aleksej Mil'čakov
- Jan Petrovskij
- Vasilij Nikitin
- Gennadij Cypkalov
- Sergej Kozlov